# Deltabaryon
Deltabaryon (även Δ-baryon eller deltaresonans) är en baryon som bara innehåller uppkvarkar och nerkvarkar, och som både har spinn och isospin 3⁄2, till skillnad från nukleonerna (proton och neutron) som både har spinn och isospin 1⁄2, men i övrigt är snarlika.  Deltabaryonerna betecknas med den grekiska bokstaven Δ (Delta).  De är relativt lätta för att vara baryoner, med en vilomassa på 1 232 MeV/c2, och de är extremt kortlivade, med en sönderfallstid på 5,58 ± 0,09 × 10−24 sekunder.

## Sönderfall
Alla typer av Δ sönderfaller snabbt via den starka växelverkan till en nukleon och en pimeson med lämplig laddning.  Med lägre sannolikhet kan Δ+ också sönderfalla till en proton och en foton och Δ0 till en neutron och en foton.

## Sammansättning
Att spinnet är 3⁄2 betyder att alla tre kvarkarna i en Δ-partikel har sina spinn på samma håll, till skillnad från protoner och neutroner i vilka två kvarkar spinner på ena hållet och den tredje på andra hållet. 
Familjen Δ-baryoner har fyra medlemmar som skiljer sig åt genom sin elektriska laddning och sitt kvarkinnehåll. De fyra medlemmarna utgörs av de fyra möjliga sätten att skapa kombinationer av tre kvarkar av två olika sorter: uuu, uud, udd, ddd. Det finns också motsvarande anti-deltabaryoner, uppbyggda av motsvarande antikvarkar. Existensen av  Δ++, med sin ovanliga laddning +2, var en viktig ledtråd när kvarkmodellen utarbetades på 1960-talet.

## Lista
| Partikelnamn | Symbol    | Kvark- innehåll | Vilomassa (MeV/c2) | I   | JP   | Q (e) | S | C | B' | T | Medellivslängd (s)     | Vanligaste sönderfall |
| ------------ | --------- | --------------- | ------------------ | --- | ---- | ----- | - | - | -- | - | ---------------------- | --------------------- |
| Delta        | Δ++(1232) | u               | 1,232 ± 1          | 3⁄2 | 3⁄2+ | +2    | 0 | 0 | 0  | 0 | 5,58 ± 0,09 × 10−24[a] | p+ + π+               |
| Delta        | Δ+(1232)  | ud              | 1,232 ± 1          | 3⁄2 | 3⁄2+ | +1    | 0 | 0 | 0  | 0 | 5,58 ± 0,09 × 10−24[a] | π+ + n0 eller π0 + p+ |
| Delta        | Δ0(1232)  | ud              | 1,232 ± 1          | 3⁄2 | 3⁄2+ | 0     | 0 | 0 | 0  | 0 | 5,58 ± 0,09 × 10−24[a] | π0 + n0 eller π− + p+ |
| Delta        | Δ−(1232)  | d               | 1,232 ± 1          | 3⁄2 | 3⁄2+ | −1    | 0 | 0 | 0  | 0 | 5,58 ± 0,09 × 10−24[a] | π− + n0               |

[a] ^  Källan ger resonansbredden (Г). Här räknas den om till medellivslängd med t = ħ⁄Γ istället.